# وو ما
وو ما (انگلیسی: Wu Ma؛ ۲۲ سپتامبر ۱۹۴۲ – ۴ فوریه ۲۰۱۴) بازیگر، کارگردان فیلم، تهیه‌کننده فیلم و فیلم‌نامه‌نویس نامدار اهل هنگ کنگ بود. 
از فیلم‌هایی که وی در آن‌ها نقش داشته است، می‌توان به روزی روزگاری در چین، جوانک تبتی و پام پام اشاره نمود.